# Застранє
Застранє (словен. Zastranje) — поселення в общині Шмарє-при-Єлшах, Савинський регіон, Словенія. 
Висота над рівнем моря: 277,1 м.